# أندريه ريبيرو دوس سانتوس
أندريه ريبيرو دوس سانتوس هو لاعب كرة قدم برازيلي في مركز الدفاع، ولد في 25 فبراير 1988 في بورتو أليغري في البرازيل. لعب مع نادي فاسكو دا غاما.

## وصلات خارجية
- أندريه ريبيرو دوس سانتوس على موقع قاعدة بيانات كرة القدم.إي يو (الإنجليزية)
- أندريه ريبيرو دوس سانتوس على موقع Soccerway.com (الإنجليزية)